# Campeonato Mundial de Ciclismo em Estrada de 1958
Os Campeonatos do mundo de ciclismo em estrada de 1958 celebrou-se na localidade francesa de Reims a 30 e 31 de agosto de 1958.
Esta foi a primeira edição na que se disputou a categoria feminina. A luxemburguesa Elsie Jacobs converteu-se na primeira campeã do mundo em estrada da história.

## Resultados
| Evento                       | Ouro                                   | Ouro       | Prata                             | Prata    | Bronze                            | Bronze   |
| ---------------------------- | -------------------------------------- | ---------- | --------------------------------- | -------- | --------------------------------- | -------- |
| Provas masculinas            |                                        |            |                                   |          |                                   |          |
| Homens - carreira em linha   | Ercole Baldini · Itália                | 7h 29' 32" | Louison Bobet · França            | + 2' 09" | André Darrigade · França          | + 3' 47" |
| Amador - carreira em linha   | Gustav-Adolf Schur · Alemanha Oriental | 4h 53' 19" | Valere Paulissen · Bélgica        | -        | Henri De Wolf · Bélgica           | -        |
| Provas femininas             |                                        |            |                                   |          |                                   |          |
| Mulheres - carreira em linha | Elsie Jacobs · Luxemburgo              | 1h 50' 05" | Tamara Novikova · União Soviética | + 2' 51" | Mariya Lukshina · União Soviética | m.t.     |